# Юодкрантский маяк
Юодкрантский маяк (лит. Juodkrantės švyturys) — береговой маяк на Куршской косе в посёлке Юодкранте, расположен примерно в километре от берега Балтийского моря, на песчаном холме «Гора ведьм», заросшем вековыми соснами.
Маяк на Горе ведьм был построен 1950 году. Сигнал маяка представляет собой белый свет, горящий в течение 3 секунд, далее следует 5-секундный интервал, и цикл повторяется. Башня маяка сделана из метала, в виде узкой 20-метровой четырёхсторонней пирамиды, верхняя часть которой (кроме самой верхушки) по всему периметру обшита досками, покрашенными в белый цвет.